# Бостандик (Мамлютський район)
Бостанди́к (каз. Бостандық) — село у складі Мамлютського району Північноказахстанської області Казахстану. Входить до складу Андрієвського сільського округу.
Населення — 214 осіб (2021; 372 у 2009, 583 у 1999, 538 у 1989).
Національний склад станом на 1989 рік:
- казахи — 100 %.